# Chrysonotomyia ambonata
Chrysonotomyia ambonata är en stekelart som beskrevs av Christer Hansson 2004. Chrysonotomyia ambonata ingår i släktet Chrysonotomyia och familjen finglanssteklar. Inga underarter finns listade i Catalogue of Life.